# Folketingswahl 1968
- Y: 4
- F: 11
- A: 62
- B: 27
- Sonst.: 4
- D: 34
- C: 37

Die Folketingswahl 1968 am 23. Januar war die 52. Wahl zum dänischen Parlament, dem Folketing. Ausgeschrieben wurde die Wahl am 15. Dezember 1967. Die regierenden Sozialdemokraten verloren erneut an Stimmen, konnten jedoch weiterhin die Spitzenposition einnehmen. Herbe Verluste musste jedoch die Socialistisk Folkeparti hinnehmen, die wieder auf rund sechs Prozentpunkte absackte. Klarer Gewinner im Vergleich zur vorherigen Wahl wurde die Radikale Venstre, die mit fast 8 Prozentpunkten zuwachs ihre Mandatsstärke verdoppeln konnte. Zusammen mit der liberalen Venstre und Det Konservative Folkeparti bildeten sie zudem die neue Regierung Baunsgaard und zwangen so die Sozialdemokraten nach 15 Jahren Regierungsarbeit in die Opposition. Erfolgreich in den Folketing einziehen konnten erstmals auch die Venstresocialisterne. Das Liberalt Centrum hingegen musste aufgrund des Verpassens der Sperrklausel alle Mandate nach nur zwei Jahren bereits wieder aufgeben.

## Wahlmodus
Wahlberechtigt zur Folketingswahl waren alle dänischen Staatsbürger, die das 21. Lebensjahr vollendet hatten und einen Wohnsitz in Dänemark besaßen. Jeweils zwei Mandate wurden auf den Färöern und auf Grönland vergeben, 175 Mandate wurden im übrigen Dänemark in einer Verhältniswahl vergeben. Dabei wurden zunächst 135 so genannte Wahlkreismandate (kredsmandater) auf die 23 Groß- und Amtskreise (stor- og amtskredse) aufgetrennt und dort nach dem regionalen Stimmverhältnis verteilt. Anschließend wurden landesweit nochmals weitere 40 Ausgleichsmandate (tillægsmandater) ausgegeben, um den Stimmverhältnissen möglichst nahe zu kommen. Für diese Mandatsverteilung galt eine Zwei-Prozent-Hürde, die allerdings mit einem Wahlkreismandat umgangen werden konnte.

## Ergebnisse

### Dänemark
| Partei                                             | Liste              | Stimmen   | Prozent   | ± %       | Sitze     | ± Sitze   |
| -------------------------------------------------- | ------------------ | --------- | --------- | --------- | --------- | --------- |
| Socialdemokratiet Sozialdemokraten                 | A                  | 974.833   | 34,2 %    | −4,0      | 62        | ▼ 7       |
| Det Konservative Folkeparti Konservative           | C                  | 581.051   | 20,4 %    | +1,7      | 37        | ▲ 3       |
| Venstre Liberale Partei                            | D                  | 530.167   | 18,6 %    | −0,7      | 34        | ▼ 1       |
| Det Radikale Venstre Sozialliberale                | B                  | 427.304   | 15,0 %    | +7,7      | 27        | ▲14       |
| Socialistisk Folkeparti Sozialistische Volkspartei | F                  | 174.553   | 06,1 %    | −4,8      | 11        | ▼ 9       |
| Venstresocialisterne Linkssozialisten              | Y                  | 057.184   | 02,0 %    | neu       | 04        | ▲ 4       |
| Liberalt Centrum Liberales Zentrum                 | L                  | 037.407   | 01,3 %    | −1,2      | 0         | ▼ 4       |
| Danmarks Kommunistiske Parti Kommunistische Partei | K                  | 029.706   | 01,0 %    | +0,2      | 0         | –         |
| Danmarks Retsforbund Gerechtigkeitsbund            | E                  | 021.124   | 00,7 %    | +0,0      | 0         | –         |
| De Uafhængige Die Unabhängigen                     | U                  | 014.360   | 00,5 %    | −1,1      | 0         | –         |
| Slesvigske Parti Schleswigsche Partei              | S                  | 006.831   | 00,2 %    | neu       | 0         | –         |
| Parteilose                                         | Parteilose         | 000.127   | 00,0 %    | −0,0      | 0         | –         |
|                                                    |                    |           |           |           |           |           |
| Wahlberechtigte                                    | Wahlberechtigte    | 3.208.646 | 3.208.646 | 3.208.646 | 3.208.646 | 3.208.646 |
| Abgegebene Stimmen                                 | Abgegebene Stimmen | 2.864.805 | 2.864.805 | 2.864.805 | 2.864.805 | 2.864.805 |
| Gültige Stimmen                                    | Gültige Stimmen    | 2.854.647 | 2.854.647 | 2.854.647 | 2.854.647 | 2.854.647 |
| Wahlbeteiligung                                    | Wahlbeteiligung    | 89,3 %    | 89,3 %    | 89,3 %    | 89,3 %    | 89,3 %    |

### Färöer
| Partei                                | Stimmen | Prozent | ± %    | Sitze  | ± Sitze |  |
| ------------------------------------- | ------- | ------- | ------ | ------ | ------- |  |
| Fólkaflokkurin Volkspartei            | 4.294   | 34,4 %  | +0,8   | 1      | ▬ 0     |  |
| Javnaðarflokkurin Sozialdemokraten    | 4.051   | 32,8 %  | −3,8   | 1      | ▬ 0     |  |
| Sambandsflokkurin Unionisten          | 3.242   | 26,0 %  | −3,9   | 0      | –       |  |
| Framburðsflokkurin Fortschrittspartei | 0.889   | 07,1 %  | neu    | 0      | –       |  |
|                                       |         |         |        |        |         |  |
| Wahlberechtigte                       | 22.122  | 22.122  | 22.122 | 22.122 | 22.122  |  |
| Abgegebene Stimmen                    | 12.516  | 12.516  | 12.516 | 12.516 | 12.516  |  |
| Gültige Stimmen                       | 12.476  | 12.476  | 12.476 | 12.476 | 12.476  |  |
| Wahlbeteiligung                       | 56,6 %  | 56,6 %  | 56,6 % | 56,6 % | 56,6 %  |  |

### Grönland
Im 1. Aufstellungskreis fanden die Wahlen abweichend erst am 29. Februar statt.
| Kandidat             | Stimmen                                                          | Prozent                                                          | Sitze                                                            | ± Sitze                                                          |                      |
| 1. Aufstellungskreis | 1. Aufstellungskreis                                             | 1. Aufstellungskreis                                             | 1. Aufstellungskreis                                             | 1. Aufstellungskreis                                             | 1. Aufstellungskreis |
| -------------------- | ---------------------------------------------------------------- | ---------------------------------------------------------------- | ---------------------------------------------------------------- | ---------------------------------------------------------------- | -------------------- |
| Knud Hertling        | 3.193                                                            | 66,5 %                                                           | 1                                                                | ▬ 0                                                              |                      |
| Lars Chemnitz        | 1.610                                                            | 33,5 %                                                           | 0                                                                | –                                                                |                      |
| 2. Aufstellungskreis |                                                                  |                                                                  |                                                                  |                                                                  |                      |
| Nikolaj Rosing       | 3.396                                                            | 53,4 %                                                           | 1                                                                | ▬ 0                                                              |                      |
| Jonathan Motzfeldt   | 2.965                                                            | 46,6 %                                                           | 0                                                                | –                                                                |                      |
|                      |                                                                  |                                                                  |                                                                  |                                                                  |                      |
| Wahlberechtigte      | 20.766 1. Aufstellungskreis: 08.247 2. Aufstellungskreis: 12.519 | 20.766 1. Aufstellungskreis: 08.247 2. Aufstellungskreis: 12.519 | 20.766 1. Aufstellungskreis: 08.247 2. Aufstellungskreis: 12.519 | 20.766 1. Aufstellungskreis: 08.247 2. Aufstellungskreis: 12.519 |                      |
| Abgegebene Stimmen   | 11.683 1. Aufstellungskreis: 4.979 2. Aufstellungskreis: 6.704   | 11.683 1. Aufstellungskreis: 4.979 2. Aufstellungskreis: 6.704   | 11.683 1. Aufstellungskreis: 4.979 2. Aufstellungskreis: 6.704   | 11.683 1. Aufstellungskreis: 4.979 2. Aufstellungskreis: 6.704   |                      |
| Gültige Stimmen      | 11.164 1. Aufstellungskreis: 4.803 2. Aufstellungskreis: 6.361   | 11.164 1. Aufstellungskreis: 4.803 2. Aufstellungskreis: 6.361   | 11.164 1. Aufstellungskreis: 4.803 2. Aufstellungskreis: 6.361   | 11.164 1. Aufstellungskreis: 4.803 2. Aufstellungskreis: 6.361   |                      |
| Wahlbeteiligung      | 56,3 % 1. Aufstellungskreis: 60,4 % 2. Aufstellungskreis: 53,6 % | 56,3 % 1. Aufstellungskreis: 60,4 % 2. Aufstellungskreis: 53,6 % | 56,3 % 1. Aufstellungskreis: 60,4 % 2. Aufstellungskreis: 53,6 % | 56,3 % 1. Aufstellungskreis: 60,4 % 2. Aufstellungskreis: 53,6 % |                      |